# Eurüdiké (egyiptomi királyné)
Eurüdiké (Εὐρυδίκη) I. Ptolemaiosz Szótérrel kötött házassága révén a ptolemaida kori Egyiptom első királynéja, a Makedón Birodalom európai területeit igazgató Antipatrosz diadokhosz leánya.

## Élete
Antipatrosz tíz ismert gyermekének egyike. Nem tudni, mikor ment feleségül Ptolemaioszhoz, de valószínűleg röviddel azután, hogy Nagy Sándor tábornokai Triparadeiszosznál felosztották maguk közt a birodalmat, az addig európai sztratégoszi rangú Antipatrosz pedig i. e. 321-ben régens lett. A kialakuló szövetségben Eurüdiké Phila nevű nővérét az Antipatrosz oldalán hadakozó Kraterosz, Nikaia nevű testvérét pedig a trákiai területeket megszerző Lüszimakhosz kapta feleségül.
Eurüdikének öt gyermeke született Ptolemaiosztól, három fiú és két lány. Férjének számos ágyasa is volt, és Eurüdikét elhanyagolta Bereniké kedvéért. Eurüdiké valószínűleg emiatt, valamint mert férje jobban kedvelte Bereniké gyermekeit, visszavonult az udvarból. I. e. 287-ben Milétoszban élt, itt fogadta I. Démétriosz makedón királyt, akihez hozzáadta lányát, Ptolemaiszt. Démétriosz korábban Eurüdiké nővérét, Philát is elvette, aki 287-ben elhunyt.

## Gyermekei
- Ptolemaiosz Keraunosz, makedón király i. e. 281–279 között;
- Meleagrosz, makedón király i. e. 279-ben két hónapig;
- Ismeretlen nevű fiú, akit „ciprusi felkelőként” említenek,[4] Féltestvére, II. Ptolemaiosz (I. Ptolemaiosz és Bereniké fia) kivégezte;
- Ptolemaisz, I. Démétriosz makedón király felesége;[5]
- Lüszandra, először V. Alexandrosz makedón király felesége, majd Lüszimakhosz és Nikaia (Eurüdiké testvére) fia, Agathoklész házastársa.[6][7][8][9]

## Fordítás
- Ez a szócikk részben vagy egészben  az   Eurydice of Egypt című angol Wikipédia-szócikk ezen változatának fordításán alapul.  Az eredeti cikk szerkesztőit annak laptörténete sorolja fel. Ez a jelzés csupán a megfogalmazás eredetét és a szerzői jogokat jelzi, nem szolgál a cikkben szereplő információk forrásmegjelöléseként.

## Külső hivatkozások
- Biography by Christopher Bennett Archiválva 2011. július 16-i dátummal a Wayback Machine-ben
- Biography at livius.org Archiválva 2013. május 25-i dátummal a Wayback Machine-ben